# 冰岛国内航空 (2003年)
冰岛國內航空（英語：Landsflug）是一家位於冰島雷克雅未克的航空公司，營運來往雷克雅未克機場的國內航班。

## 歷史
冰岛國內航空成立於2004年，同年10月1日開始營運，繼承了冰島航空的航線。2005年，位於蘇格蘭阿伯丁的城市之星航空老闆買下國內航空大多數股權，以便取得在阿伯丁機場的航空營運許可。在2007年3月，冰岛國內航空僱用了80名員工。公司在2008年宣佈結業。

## 航點

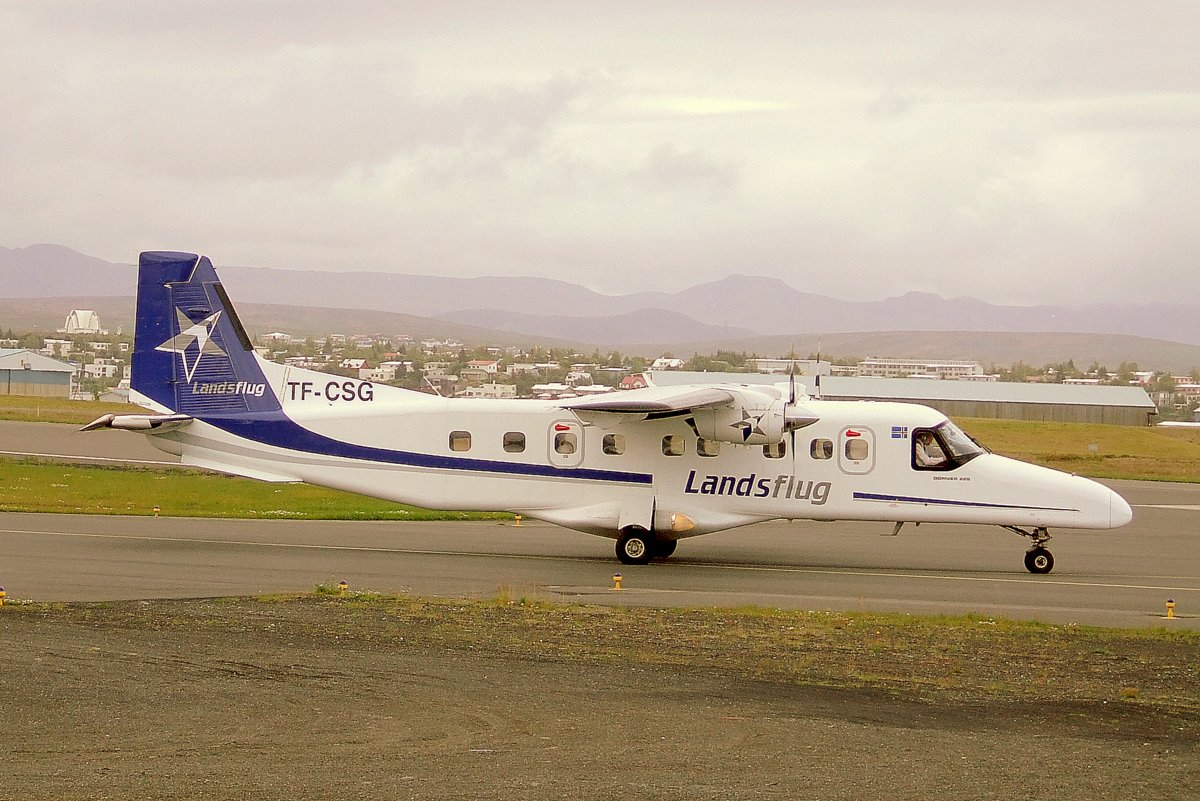
國內航空的多尼爾228

冰岛國內航空營運以下地點的定期航班：韦斯特曼纳埃亚尔、赫本、錫格呂菲厄澤、比爾德達勒和哲居尔。此外國內航空亦為冰島政府提供緊急醫療包機服務.。

## 機隊
截至2007年3月，國內航空機隊如下：
- 1架多尼爾328JET
- 2架多尼爾228-212
- 3架多尼爾328-100

## 意外
- 2004年8月31日，一架多尼爾228在錫格呂菲厄澤機場以機腹著降，飛機隨即報廢並存放在雷克雅未克機場。2010年此飛機被移到阿克雷里的航空博物館。